# Kurtis Miller
Kurtis „Kurt“ Miller (* 1. Juni 1970 in Bemidji, Minnesota) ist ein ehemaliger US-amerikanischer Eishockeyspieler, der unter anderem für die Augsburger Panther und Moskitos Essen in der Deutschen Eishockey Liga (DEL) aktiv war.

## Karriere
Kurtis Miller spielte sich in der Saison 1989/90 bei den Rochester Mustangs in der United States Hockey League (USHL) ins Rampenlicht, als er in 48 Spielen genau 50 Tore und insgesamt 89 Scorerpunkte erzielte. Aufgrund seiner Leistungen wurde er unter anderem zum Spieler des Jahres in der USHL gewählt. Kurz darauf zogen ihn die St. Louis Blues im NHL Entry Draft 1990 in der sechsten Runde. Letztendlich kam er aber nie in der National Hockey League (NHL) zum Einsatz.
Zunächst entschied sich Miller für ein Studium an der Lake Superior State University, für deren Eishockeyteam er von 1990 bis 1994 am Spielbetrieb der National Collegiate Athletic Association (NCAA) teilnahm. Sein Profidebüt gab er schließlich in der Spielzeit 1994/95 bei den Adirondack Red Wings in der American Hockey League (AHL). Nach zwei Jahren wurde er zu den Hershey Bears transferiert, mit denen er in der Saison 1996/97 den Calder Cup gewann.
Nachdem er die Spielzeit 1997/98 bei drei unterschiedlichen Teams verbracht hatte, entschied sich Miller im Sommer 1998, seine Karriere in Europa fortzusetzen. Er wechselte zum Iserlohner EC in die zweitklassige deutsche Bundesliga. Zur Saison 1999/2000 verpflichteten ihn die Augsburger Panther aus der Deutschen Eishockey Liga (DEL). Nachdem er die Spielzeit 2000/01 beim Viertligisten ERSC Amberg begonnen hatte, wechselte er im Verlauf der Saison zurück in die DEL zu den Moskitos Essen. Im Sommer 2001 schloss er sich dem Oberligisten ESV Bayreuth an, bevor er Ende Dezember gemeinsam mit Trainer Rico Rossi und zwei weiteren Spielern zum Zweitligisten EV Duisburg wechselte.
Im Jahr 2002 kehrte Miller zurück nach Nordamerika, wo er noch zwei Spielzeiten für die Kalamazoo Wings absolvierte, bevor er seine Karriere beendete.
Neben der Eishockeykarriere spielte Miller auch Inlinehockey. In der Roller Hockey International absolvierte er in der Saison 1996 für die Empire State Cobras 26 Spiele. Er schoss 25 Tore und gab 16 Vorlagen.

## Erfolge und Auszeichnungen
- 1990 Spieler des Jahres der United States Hockey League (USHL)
- 1990 Stürmer des Jahres der USHL
- 1990 USHL First All-Star Team
- 1997 Calder-Cup-Gewinn mit den Hershey Bears

## Karrierestatistik
(Legende zur Spielerstatistik: Sp oder GP = absolvierte Spiele; T oder G = erzielte Tore; V oder A = erzielte Assists; Pkt oder Pts = erzielte Scorerpunkte; SM oder PIM = erhaltene Strafminuten; +/− = Plus/Minus-Bilanz; PP = erzielte Überzahltore; SH = erzielte Unterzahltore; GW = erzielte Siegtore; 1 Play-downs/Relegation; Kursiv: Statistik nicht vollständig)

## Familie
Kurtis Miller ist ein Bruder des Eishockeyspielers Kris Miller.